# Palau D'Esports de Granollers
Palau D'Esports de Granollers ((hrv.) Sportska palača Granolleros) sportska je dvorana u španjolskom gradu Granollersu koji je smješten u pokrajini Katalonija. Primarna namjena ovoga sportskog objekta su rukometna natjecanja. Otvorena je 1991. godine za rukometna natjecanja na Olimpijskim igrama - Barcelona 1992. Kapacitet dvorane je 5 685 mjesta, a dom je rukometnog kluba BM Granollers. Dvoranom upravlja grad Granollers. Za vrijeme Svjetskog rukometnog prvenstva koje će se 2013. godine održati u Španjolskoj bit će jedna od dvorana u kojoj će se održavati dio natjecanja po skupinama.